# Alex Kidd in Miracle World

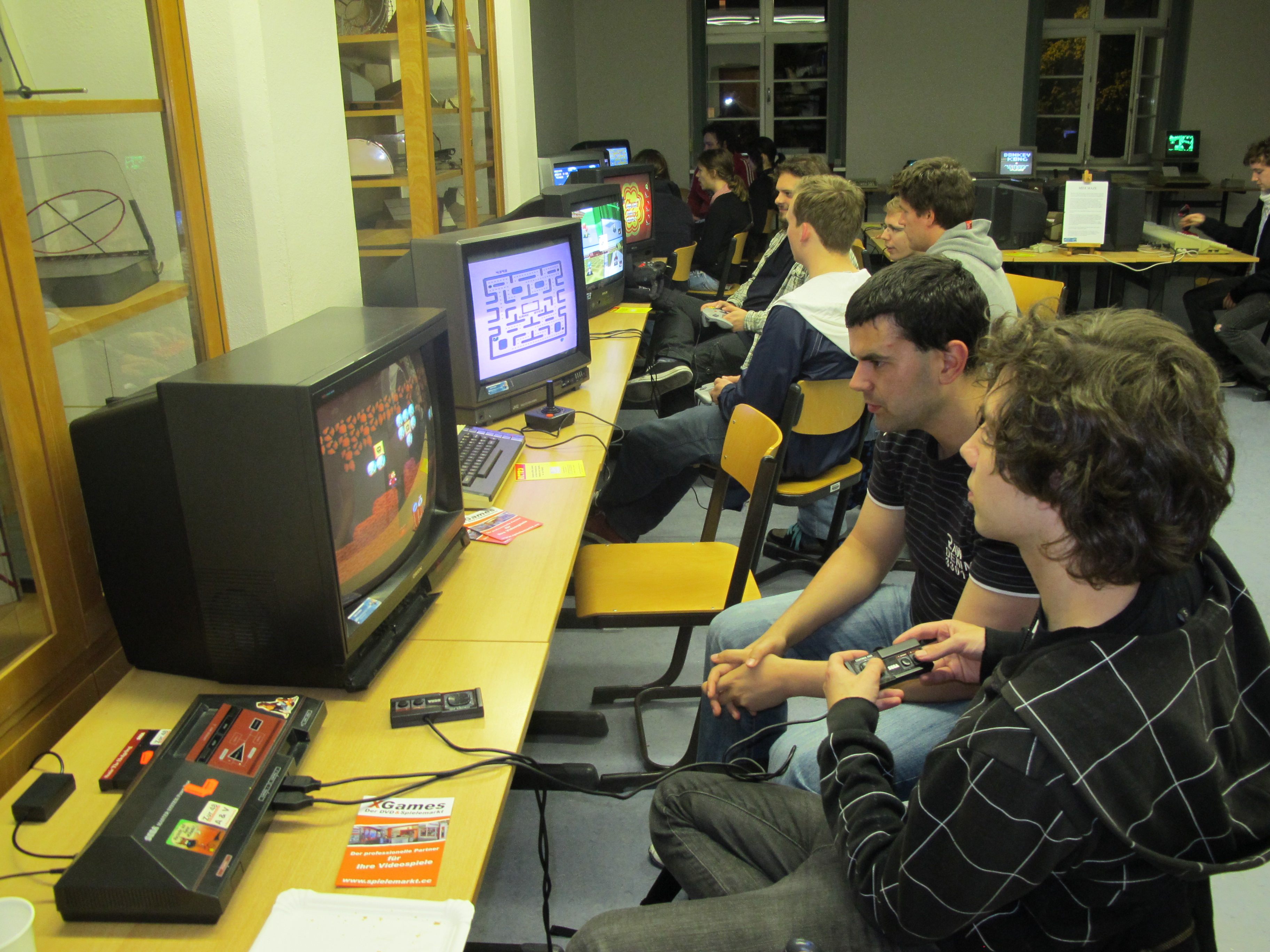
Auf dem Bildschirm links "Alex Kidd in Miracle World" beim Retrogaming auf der Langen Nacht der Computerspiele der HTWK in Leipzig (2012).

Alex Kidd in Miracle World ist ein Jump ’n’ Run für das Sega Master System. Es erschien erstmals am 1. November 1986 in Japan. In der 1990 erschienenen Konsole Sega Master System 2 wurde das Spiel in das System mit eingebaut, ebenso wie in die 1990er Version des Sega Master System 1. Das Spiel war für viele der bedeutendste Konkurrent zu Nintendos Super Mario Bros. Alex Kidd in Miracle World erhielt zahlreiche Nachfolger, welche überwiegend für das Sega Master System erschienen sind. Seit 13. Juni 2008 ist Alex Kidd in Miracle World in Deutschland sowohl für die Nintendo Wii Virtual Console als auch seit Juni 2012 für die PlayStation 3 von Sony im PlayStation Store erhältlich.

## Handlung
Vor vielen Jahrhunderten lebte auf dem Planeten Aries ein Junge namens Alex Kidd. Er verbrachte sieben Jahre auf Mount Eternal, um die Kunst, Felsen zu zertrümmern, auch Shellcore genannt, zu erlernen. Bei der Rückkehr in seine Heimat fand er einen sterbenden Mann, der ihm berichtete, dass seine Heimatstadt Radaxian in großer Gefahr ist. Bevor er starb, gab er Alex ein Stück Landkarte und ein Sonnenstein-Medaillon.
Alex findet heraus, dass Janken der Große, Herrscher des Planeten Janbarik, zusammen mit seinen Gefolgsleuten die schöne Stadt Radaxian erobern und für immer beherrschen will. Er reist in die Miracle World, um Janken und seine bösen Diener zu besiegen. Er besiegt alle seine Diener einmal, aber als er das Radaxian-Schloss erreicht und seinen Bruder rettet, ist Janken noch unterwegs, das Mondstein-Medaillon vom Nibana-Königreich zu stehlen. Er erfährt da auch, dass die Diener von Janken noch nicht endgültig besiegt sind. Als Alex das Nibana-Königreich erreicht, findet er heraus, dass Janken das Mondstein-Medaillon bereits gestohlen hat. Er folgt ihm bis zu seinem Schloss, wo er seine Mutter findet. Er besiegt Janken, nimmt das Mondstein-Medaillon und rettet seine Mutter. Am Ende findet er die „Krone“, mit dem er alle versteinerten Menschen wieder normal macht. Da aber sein Vater nicht gefunden wird, wird sein Bruder der neue König.

## Entwicklung
Die Entwicklung von Alex Kidd in Miracle World begann ursprünglich 1984 als lizenziertes Spiel, das auf der Manga-Serie Dragon Ball basieren sollte. Während der Entwicklung lief jedoch die Dragon-Ball-Lizenz aus und Sega-CEO Hayao Nakayama forderte die Entwickler auf, das Spiel von Grund auf neu zu entwickeln.
Das Spiel war ursprünglich nur auf Modulen erhältlich, wurde aber später in viele Editionen des Master System und des Master System II eingebaut, so dass es auch ohne Cartridge gespielt werden konnte. Ab 1990 wurde eine leicht abgewandelte Version in die US-amerikanische, australische und europäische Version des Master System II und auch in einige australische und europäische Versionen des ursprünglichen Master System integriert. Es gab zwei Unterschiede: Erstens wird Alex beim Wechseln der Mission auf der Spielkarte in der Originalversion (und in der Wii Virtual Console-Portierung von 2008) beim Essen von Onigiri gezeigt, während er in der integrierten Version einen Hamburger isst. Zweitens wurde in der Originalversion die Taste 2 zum Schlagen und die Taste 1 zum Springen verwendet; in der integrierten Version wurde diese Steuerung umgekehrt.
Das Spiel wurde zusammen mit Super Hang-On und The Revenge of Shinobi als Teil der Sega Vintage Collection: Alex Kidd und Co. veröffentlicht, die im Mai 2012 für Xbox Live Arcade und PlayStation Network erschienen ist. Diese Version ermöglicht das Spielen jeder regionalen Version des Spiels (die europäische Version behält eine Framerate von 50 Hz bei) und der Master-System-II-Variante. Die Originalversion ist auf der AtGames Sega Genesis Flashback HD Compilation enthalten, einer speziellen Konsole mit Spielen des Sega Mega Drive, Master System und Game Gear.

## Spielmechanik
Das Spiel beinhaltet elf Levels, durch die man sich überwiegend hüpfend und mit seiner Faust schlagend kämpft. Man sammelt dabei Geldsäcke ein, zerstört Steinblöcke und Kisten, wobei manche wertvolle Gegenstände enthalten. Die Gegner, die überwiegend dem Tierreich angehören, eliminiert man mit einem Faustschlag. In manchen Levels befindet sich ein Shop, in dem man sein eingesammeltes Geld in Fahrzeuge oder Utensilien, wie zum Beispiel ein Motorrad oder einen Hubschrauber, aber auch in neue Leben, anlegen kann. Begegnet man einem von Jankens Dienern, muss man im Stein-Schere-Papier-Spiel gegen sie antreten.

## Remake
Das Spiel hat mit Alex Kidd in Miracle World DX am 22. Juni 2021 ein Remake erhalten. Dieses ist auf der PlayStation 4, PlayStation 5, Xbox One, Xbox Series X/S, Nintendo Switch und PC erschienen. Das Remake bietet "brandneue HD-Grafik, Gameplay-Verbesserungen und Animationen in den Leveln aus dem Originalspiel sowie in brandneuen Leveln, die die Geschichte von Alex Kidd erweitern.".
Zudem kann man jederzeit zwischen der aktuellen Grafik (& Sound) und der alten Grafik (& Sound) wechseln.
Die PC-Version ist bei Steam und in dem Epic Game Store erhältlich.